# Federación Catarinense de Fútbol
La  Federación Catarinense de Futbol o (en portugués  Federação Catarinense de Futebol) fue fundada el 12 de abril de 1924, y dirige todo lo relacionando a torneos de fútbol oficial dentro del estado de Santa Catarina, los cuales son el Campeonato Catarinense, el Campeonato Catarinense de niveles más bajos y la Copa Santa Catarina, y representa los clubes en la Confederación Brasileña de Fútbol (CBF).

## Miembros fundadores
La Federación Catarinense de Fútbol estuvo fundado por los siguientes clubes:
- Avaí
- Figueirense
- Florianópolis
- Internato